# Paramycodrosophila diversicrus
Paramycodrosophila diversicrus är en tvåvingeart som beskrevs av Mcevey och Bock 1982. Paramycodrosophila diversicrus ingår i släktet Paramycodrosophila och familjen daggflugor. Inga underarter finns listade i Catalogue of Life.